# Kalamua
El monte Kalamua, también conocido como Max o Maaxa, tiene una altitud de 770,30 metros sobre el nivel del mar y está situado en el límite de la provincia de Vizcaya con Guipúzcoa, en el País Vasco (España). 
En su cumbre confluyen los municipios de Marquina y Echevarría (Vizcaya), y Elgóibar de Guipúzcoa, y es la divisoria de aguas de las vertientes de los ríos Deva y Artibai. Pertenece al sistema montañoso de los Montes vascos.
En la cumbre se ubica un vértice geodésico de primer orden .

## Descripción
Junto con el monte Urko de 794 m de altitud, forma un macizo del que forman parte la cumbre del Akondia (748), Garagoitxi (701 m) y Morkaiku (568 m), extendiéndose hasta Arrate (512 m). El macizo está dividido por varios collados: el de Ixua, desde donde se puede ascender a Urko y a Kalamua, y el de Urkaregi, donde está ubicado el puerto de San Miguel.
El nombre de Kalamua, que etimológicamente viene de kal (a), lugar alto con vistas (normalmente sobre el mar) y muga, límite, ya nos indica su magnífica situación en cuanto a las vistas y paisajes que desde su cumbre se pueden observar. Este monte es la primera cumbre que ven los marineros que se acercan a los puertos de Deva, Motrico, Ondárroa y Lequeitio. Está considerado como una de las mejores atalayas del mapa físico vasco. Hacia el norte se llega a divisar el mar Cantábrico y alrededor infinidad de bosques y praderas con toda clase de tonos verdes rotos con los tejados rojos y paredes blancas de los caseríos.
En la vertiente sur, situada en terrenos de Elgóibar, se hallan los barrios rurales de Idotorbe o San Pedro, con su área de esparcimiento, y Aiastia (San Miguel), donde se guardan con celo las costumbres y tradiciones que se hunden en los tiempos, constituyendo un importante legado etnográfico.
La identidad de Kalamua está íntimamente unida a la ciudad de Éibar. Junto con Urko y Arrate, conforma el pulmón de esta industriosa ciudad. Los paseos, que debido a las escasas diferencias de altitud son sencillos y agradables, se convierten en rutas habituales para los eibarreses, que recorren sus caminos y acaban la caminata con un agradable vaso de sidra en cualquiera de los numerosos bares y restaurantes que hay en la zona.

## Historia
Los dólmenes de Diruzulo y de Olaburu, o el castro de Moru, son testigos de que estos parajes fueron habitados desde la prehistoria; se remontan a la Edad del Bronce y del Hierro. 
En 1390, en las cercanas campas de Akondia, en el contexto de la guerra de Bandos, se libró una batalla entre los oñacinos y gamboínos: por parte de los oñacinos estaba la casa de Unzueta y por el otro lado los de Ibarguren, que perdieron allí a uno de sus hombres fuertes, Juan de Ibarguren, y perdieron esa batalla. El desagravio vino en 1420, cuando los gamboínos quemaron la casa torre de los eibarreses. Dos años después, de nuevo en Akondia, los de Unzueta vencieron a sus enemigos.
Durante todo el invierno de 1936 a 1937 el frente de la guerra civil española estuvo detenido en estos montes. Kalamua era línea de frente y testigo de las batallas que allí se libraron entre los defensores de la legalidad republicana y los alzados en armas contra la misma son los numerosos restos de trincheras, búnquers y refugios que pueden verse.

## Rutas de ascenso
La ruta más normal para acceder a Kalamua es la que se realiza por Ixua o Usartza, que es la habitual para los que vienen desde Éibar. Se puede bordear Akondia y Garagoitxi o coronarlos. Siempre podemos empezar desde Arrate, alargando así el paseo. 
Desde Elgóibar se sube, bien desde el puerto de San Miguel, tomando la pista que va al caserío Oa Nagusi, al lado del frontón, o desde el área de esparcimiento de San Pedro, por la pista que lleva al caserío Armaxio.
Tiempos de acceso
- Ixua (1h).
- Arrate (1h 15m).
- Elgóibar (1h 45m).